# Capucho
Nuno Fernando Gonçalves da Rocha (Barcelos, 21 februari 1972) – alias Capucho of Nuno Capucho – is een Portugees voormalig voetballer. Capucho was een buitenspeler. In 2003 won hij de UEFA Cup met FC Porto.

## Clubcarrière

### Gil Vicente en Sporting CP
Capucho begon zijn loopbaan bij het bescheiden Gil Vicente FC, maar ontgroeide het wat lagere niveau van deze club algauw. Dermate dat Sporting CP uit Lissabon hem in 1992 inlijfde. Hij speelde drie seizoenen voor de Portugese topclub. In 1995 won Capucho hiermee de Taça de Portugal, de Portugese voetbalbeker. Sporting zette in de finale CS Maritimo te kijk met 0–2, twee goals van de Bulgaar Ivailo Yordanov. Capucho speelde evenwel niet mee wegens een blessure. Tussen 1995 en 1997 kwam hij twee seizoenen uit voor Vitória Guimarães, waar hij goed was voor vijftien doelpunten uit 65 competitiewedstrijden.

### Porto
Capucho verkaste naar een andere topclub, FC Porto, in 1997. Hier werd hij uiteindelijk een van de belangrijkste spelers van het elftal. Capucho speelde 188 competitiewedstrijden voor Porto, waarin hij 32 keer scoorde. De buitenspeler werd met Porto driemaal Portugees landskampioen: in 1998, 1999 en 2003. De grootste triomf uit zijn loopbaan was het winnen van de UEFA Cup 2002/03 in de finale tegen het Schotse Celtic FC. De erg spannende finale werd pas in een beslissende plooi gelegd na verlenging. Capucho, die de eerste 90 minuten volmaakte, maakte die verlenging maar voor ongeveer de helft mee want hij werd door coach José Mourinho vervangen door Marco Ferreira na 98 minuten. Capucho zag vervolgens hoe zijn Braziliaanse spitsbroeder Derlei in de 115e minuut instond voor de 2–3 winning goal.

### Rangers en Celta
Capucho verliet Porto na het seizoen 2002/03, waarna de club zonder hem onder Mourinho de UEFA Champions League won tegen het Franse AS Monaco. Capucho trok naar de Schotse topclub Rangers FC, de aarts- en stadsrivaal van Celtic – de club die hij nog klopte met Porto in de UEFA Cup.
Capucho vertoefde een seizoen in Schotland en verhuisde toen naar de Spaanse eersteklasser Celta de Vigo. Daar kwam hij samen te spelen met de Rus Aleksandr Mostovoj.
Voor beide spelers betekende het seizoen 2004/05 het allerlaatste van hun loopbaan. Capucho stopte op 33-jarige leeftijd met profvoetbal.
Na zijn carrière werd Capucho actief als trainer, onder meer als jeugdtrainer bij FC Porto (2010–2015) en bij Rio Ave FC (2016).

## Interlandcarrière

### EURO 2000
In 2000 nam Capucho met Portugal deel aan EURO 2000 in Nederland en België, waar hij in de groepsfase Duitsland met 0–3 oprolde – nota bene zonder sterspeler Luís Figo, terwijl de Duitsers met onder anderen een 40-jarige Lothar Matthäus aantraden. Capucho gaf de assist voor het derde doelpunt, van Sergio Conceiçao die alle doelpunten scoorde. Echter betekende een strafschop en tegelijkertijd golden goal van Zinédine Zidane in minuut 117 dat de Portugezen er vlak voor de finale uit gingen tegen Frankrijk. Na negentig minuten stond het namelijk 1–1.

### WK 2002
Twee jaar later hoorde Capucho opnieuw bij de Portugese selectie op het wereldkampioenschap voetbal 2002 te Japan en Zuid-Korea. Portugal was uitgeschakeld na de groepsfase ondanks een overtuigende 4–0 overwinning tegen Polen, waartegen weliswaar de enige Portugese doelpunten werden gescoord (door Rui Costa en driemaal Pedro Pauleta). In die wedstrijd verving Capucho Sergio Conceiçao op het middenveld. In totaal speelde hij 34 interlands voor Portugal en scoorde tweemaal. Bij de nationale ploeg had Capucho wel vaker een defensieve rol, wat minder techniciteit vereiste en meer tacklevaardigheid.

## Erelijst
| Competitie                    |                   |                                    |                   |                   |
| Competitie                    | Aantal            | Jaren                              |                   |                   |
| Sporting Lissabon             | Sporting Lissabon | Sporting Lissabon                  | Sporting Lissabon | Sporting Lissabon |
| ----------------------------- | ----------------- | ---------------------------------- | ----------------- | ----------------- |
| Taça de Portugal              | 1x                | 1994/95                            |                   |                   |
| Porto                         |                   |                                    |                   |                   |
| Primeira Liga                 | 3x                | 1997/98, 1998/99, 2002/03          |                   |                   |
| Taça de Portugal              | 4x                | 1997/98, 1999/00, 2000/01, 2002/03 |                   |                   |
| Supertaça Cândido de Oliveira | 5x                | 1997, 1998, 1999, 2000, 2001       |                   |                   |
| UEFA Cup                      | 1x                | 2002/03                            |                   |                   |

1 Costinha ·
2 Kenedy ·
3 Bento ·
4 Peixe ·
5 Beto Severo ·
6 Andrade ·
7 Dominguez ·
8 Capucho ·
9 Paulo Alves ·
10 Martins ·
11 Jorge ·
12 Nuno Espírito Santo ·
13 Vidigal ·
14 Calado ·
15 Nuno Gomes ·
16 Porfírio ·
17 Litos ·
18 Dani ·
Coach: Vingada
1 Baía  ·
2 J. Costa ·
3 Jorge ·
4 Vidigal ·
5 Couto ·
6 Sousa ·
7 Figo ·
8 Pinto ·
9 Sá Pinto ·
10 R. Costa ·
11 Conceição ·
12 Espinha ·
13 Dimas ·
14 Xavier ·
15 Costinha ·
16 Beto Severo ·
17 Bento ·
18 Pauleta ·
19 Capucho ·
20 Secretário ·
21 Gomes ·
22 Quim ·
Coach: Coelho
1 Baía ·
2 J. Costa ·
3 Xavier ·
4 Caneira ·
5 Couto  ·
6 Sousa ·
7 Figo ·
8 Pinto ·
9 Pauleta ·
10 R. Costa ·
11 Conceição ·
12 Viana ·
13 Andrade ·
14 Barbosa ·
15 Nélson ·
16 Ricardo ·
17 Bento ·
18 Frechaut ·
19 Capucho ·
20 Petit ·
21 Gomes ·
22 Beto Severo ·
23 Jorge ·
Coach: Oliveira